# Айфелова кула (Харков)
Вижте пояснителната страница за други значения на Айфелова кула.
Айфеловата кула в Харков е умалено копие на оригиналната Айфелова кула в Париж, нареждана сред главните символи на Франция. Тържествено е открита на 14 февруари 2012 година.
Тя е част от комплекса от постройки на търговско-развлекателния център „Френски булевард“ („Французский бульвар“) в Харков.
Построена е за около 2 месеца. Изразходвани са 25 тона метал. Височината на съоръжението съставлява 35 метра, като по такъв начин харковската кула е 8-9 пъти по-ниска от оригинала: парижката кула на Густав Айфел първоначално е висока 300 метра над земята, обаче през 2010 година с новата антена нейната височина вече съставлява 324 метра.
Харковската „Айфелова кула“ е съоръжена от 10 металически рами и е разделена на 4 части. Първият етаж представлява пирамида от 4 колони, свързани с аркови сводове. На втория етаж се намира наблюдателна площадка. Третата и четвъртата част образуват острия връх на съоръжението.